# Tratado de Villafranca
El Tratado de Villafranca es un tratado internacional entre el Segundo Imperio francés y el Imperio austriaco (Napoleón III Bonaparte y Francisco José I de Austria) firmado el 11 de julio de 1859 en Villafranca di Verona. Este tratado termina la guerra franco-austríaca.
El tratado establecía que la mayoría de Lombardía incluyendo su capital, Milán, pero excluyendo Mantua y Legnago (las dos eran fortalezas austriacas) pasa a formar parte de Francia. El tratado, además, devuelve sus respectivos tronos a los gobernantes de los estados italianos quienes habían sido derrotados anteriormente tras levantamientos y revoluciones.
El emperador francés Napoleón III Bonaparte firmó el tratado sin haberlo acordado previamente con su aliado Reino de Cerdeña, lo cual llevó al primer ministro sardo, Camillo Benso a dimitir de su cargo.
Los acuerdos establecidos en el Tratado no se cumplieron en práctica. Esto se debe a que la parte central de Italia (ducado de Parma, Modena, Gran ducado de Toscana, además de parte de los Estados Pontificios) estaba siendo ocupada por Cerdeña y los sardos no querían devolver a los anteriores gobernantes de estos estados sus tierras; asimismo Francia tampoco quería forzar a su aliado para cumplir los acuerdos del dicho Tratado. Finalmente, en estos estados se hicieron plebiscitos, tras los cuales estas tierras fueron unidas a Cerdeña.
Henry Kissinger, en su obra Diplomacia (1994), declara en relación con la política internacional de Napoleón III. Según Kissinger, Napoleón III en su política internacional se centró en escenarios periféricos, olvidando el centro de Europa, rompiendo así con la tradición iniciada por Richelieu de mantener un centro débil y dividido:

Napoleón mantuvo abiertas dos opciones contradictorias. En el mejor de los casos, podría jugar al estadista europeo: la Italia septentrional se libraría del yugo austríaco y las potencias europeas se reunirían en un congreso bajo el liderazgo de Napoleón y aceptarían las modificaciones territoriales en gran escala que él no había logrado imponer en el Congreso de París. En el peor de los casos, la guerra caería en un estancamiento y Napoleón sería el maquiavélico manipulador de la raison d’état, obteniendo de Austria ciertas ventajas a expensas del Piamonte, a cambio de poner fin a la guerra. Napoleón buscó ambos objetivos simultáneamente. Las armas francesas obtuvieron victorias en Magenta y en Solferino, pero desencadenaron una oleada de sentimiento antifrancés en Alemania y, por un tiempo, pareció como si los más pequeños Estados alemanes, temiendo un ataque napoleónico, fueran a obligar a Prusia a ponerse del lado austríaco. Alarmado por esta primera señal del nacionalismo alemán y aterrado por su visita al campo de batalla de Solferino, Napoleón firmó un armisticio con Austria en Villafranca, el 11 de julio de 1859, sin informar a sus aliados piamonteses. Napoleón no sólo no había alcanzado ninguno de sus objetivos, sino que debilitó gravemente la posición de su país en la escena internacional.
Henry Kissinger, Diplomacia (1994)